# Бежецьк
Бежецьк — місто в Росії. Один із центрів Тверської Карелії. Адміністративний центр Бежецького району Тверської області.
Розташоване у північно-східній частині Тверської області у 126 кілометрах від Твері. З півдня на північ через місто тече річка Молога.
Населення — 23 560 осіб (2013), площа міста — 17 км².

## Історія

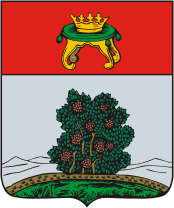
Герб (1780)

Назва «Бежецьк» походить, імовірно, від «бєжь» — біженці. Згідно з переказами, селище Бежичі було засновано біженцями з Новгороду.
Селище Бежичи, що знаходилося у 20 км на північ від сучасного міста, згадується в новгородському літописі з 1137 як Бежецький Верх, хоча археологічні знахідки дозволяють припустити, що виникло воно набагато раніше.
Селище було розорене у 1272, після чого центр краю був перенесений до фортеці Городецької на місці сучасного Бежецька.
Наприкінці XIV століття воно увійшло до складу Московського князівства, а з 1433 знайшло свого князя — Дмитра Красного, онука Дмитра Донського. До 1766 називався Городецьк, містом стало у 1775.
У 1876 через місто пройшла залізниця, а наприкінці XIX століття місто стало великим центром торгівлі льоном.

## Відомі мешканці
- Васи́ль Андрєєв (26 січня 1861 — †26 грудня 1918) — російський музикант, виконавець-віртуоз на балалайці, організатор і керівник першого оркестру російських народних інструментів.
- Фе́дір Коро́вкін (1 червня (14 червня) 1903 — 1 грудня 1981) — російський історик-методист. Кандидат педагогічних наук (1961).
- Первухін Герман Олексійович (1925—1994) — український картограф.
- Олексій Тиранов (1808 — 3 серпня 1859) — російський художник, уродженець містечка.
- Лев Гумільов (* 1 (14) жовтня 1912, — † 15 червня 1992) — російський географ, тюрколог і історик-етнолог, доктор історичних і географічних наук, поет. Перекладач із перської мови. Засновник пасіонарної теорії етногенезу.